# 杭州大学
杭州大学（英語：Hangzhou University或Hangchow University）是1960-1998年间存在于浙江省杭州市的一所大学，其前身是浙江大学和之江大学的文理学院所改建之浙江师范学院，至1998年四校合并时，是浙江省属多学科重点综合性大学。建立之初，校址位于原之江大学校园，1960年迁往松木场，即今浙江大学西溪校区。

## 历史

### 拆分重组
1952年院系调整中，以浙江大学与之江大学的中国文学、外国文学、教育学三系，加浙江师范专科学校，接收之江大学校产，成立浙江师范学院，校址位于原之江大学校园。学校设立后，以培养中学师资以及行政干部为目标，设本科4年培养高中教师，专修科2年培养初中教师。1952年秋季到1953年10月期间，开设工农速成中学，停办后学生后续大部分转入浙江省工农速成中学，小部分转入江苏师范学院附设工农速成中学。1953年，体育系扩建为杭州体育专科学校独立。从1953年起，停开英语课，外文系英文专业并入华东师范大学，直到1956年才重设英语课；到1955年，全院134门课程有107门采用苏联教材，全部都采用了苏联教学模式。1955年，由于学校规模扩大、校舍不敷使用，学校开始在松木场建设新校址；1957年4月校部机关、中文系、历史系、政治科首先迁入松木场路新校址，六和塔原址改为分部。1957年，反右扩大化期间，全院120名教师、干部和一批学生被划为右派，致使科研工作停顿。1958年，浙江省委决定筹建综合性的杭州大学，设在文三街原省委党校、工农速成学校校址之上，因师资设施不足，最终省委决定将杭州大学并入浙江师范学院，以浙江师范学院为主体成立杭州大学。

### 文革时期

#### 张贴大字报
1966年6月2日，《浙江日报》转载《人民日报》评论《欢呼北京大学的一张大字报》后，杭大学生和教师张贴标语和大字报声援“北京大学七位同志一张大字报”，表示要“揭露资产阶级反动学术权威，横扫一切牛鬼蛇神”。翌日，杭大师生到省委宣传部和省哲学社会科学研究所贴大字报，指省委一批人想把文化大革命引向“纯学术批判”。6月5日，省委工作组进驻杭大。6月6日，部分杭大学生到《浙江日报》社，贴出一张《浙江日报为何按兵不动》的大字报，随后《浙江日报》社在两三天内贴出六七百张大字报，揭发于《浙江日报》社长、总编辑冠西的“反党反社会主义反毛泽东思想的罪行”，矛头直指编委会。

#### 批判林淡秋、夏承焘
6月13日，中共浙江省委派驻工作组到杭大，主要批判省委宣传部副部长、省文联党组书记、前杭州大学副校长林淡秋与中文系教授夏承焘。对这两人的批斗持续一个月之久，先后召开5次全校大会。6月28日，《杭州日报》刊登消息，报道指杭大师生举行批判大会，批判省委宣传部副部长、省文联党组书记、前杭州大学副校长林淡秋的反党罪行。7月4日，《浙江日报》以《彻底揭露彻底批判一贯反对毛泽东思想的林淡秋》为题选登杭州大学“揭露林淡秋反对毛泽东思想的罪行”、“林淡秋原来是邓拓一类货色”等文章。7月6日，《浙江日报》以《彻底清算林淡秋反党反社会主义反毛泽东思想的罪行》为题选登选登了杭州大学政治系三年级二班战斗小组“反党反社会主义的匕首”——评林淡 秋《〈一九五六年散文小品选〉序言》，杭州大学总务处战斗小组“《说“狠”》是林淡秋资产阶级右派面目的大暴露”，杭州俄语教研组第二战斗小组“林淡秋的 黑灵魂”——驳《美好灵魂的塑造者》等文章。8月3日，中共浙江省委工作组撤离杭大。

#### 红卫兵组织
9月5日，中央通知各地师生“来北京参观革命运动”，杭大因此停课参与全国大串连。9月25日，校内成立了“文革”筹委会，批斗党政领导干部、教授、讲师等，并将二十四史、古典文学作品等作为“四旧”在大操场烧毁。11月1日，造反派组织“东方红兵团”成立。15日，造反派组织洗劫了校党委办公楼，抢走部分机密文件、资料和17级以上干部的保密笔记本，是为“抢档案事件”。1967年2月19日，造反派进一步夺权，建立了“新杭大2·19公社”。4月12日，6个造反派组织联合起来，建立了一个新的东方红兵团。东方红兵团一面在校内批判攻击领导干部和教师，另一面则到社会上进行打、砸、抢等活动。4月20日，新东方红兵团发表了《关于目前省市形势的声明》，指责“当前浙江省就是有人在疯狂地执行着一条带枪的刘邓路线”，并向“带枪的刘邓路线”宣战。5月，新东方红兵团一部分人参与接管《浙江日报》，江青提出“文攻武卫”的反动口号以后，一些人更是连续参加了萧山、富阳等地的武斗。

#### 清理阶级队伍
1968年3月29日，杭大成立包含军、工宣队代表和革命干部代表的革命委员会作为学校的领导机构。1968年元旦，“两报一刊”提出要清查革命队伍内部的叛徒、特务、党内走资派以及没有改造好的“五类分子”。5月25日，中共中央转发北京新华印刷厂的斗争经验，推广“清理阶级队伍”的经验，制造“红色恐怖”。8月27日，省工人毛泽东思想宣传队进驻杭大，在全校范围内展开了“清理阶级队伍”的运动。9月28日上午，全校召开“忆苦思甜”大会期间，300多名干部、教师、工人和学生被押送到大操场，遭到示众和批斗。10月25日，全校召开“清理阶级队伍”动员大会，校工宣队教导员作了题为《刮起十二级革命风暴，向阶级敌人展开大决战》的报告。报告认为杭大前身是“帝国主义和国民党反动派长期苦心经营的巢穴”，必定有“国民党残渣余孽”遗留，决定要调动群众，揪出一切反革命分子。同日，杭州大学群众专政指挥部成立。各系、各部门设立“牛棚”，在兵管小组看管下，严刑逼供，折磨关押人员，制造冤假错案。1968年11月18日至20日，校“清阶”领导小组举办“清理阶级队伍学习班”，介绍“清阶”经验。12月5日至7日，又提出“清阶”任务，“做到揪一个，斗一个，批一个，定一个”。在“清阶”中，全校293名教职工被揪斗，其中正副教授44人，讲师149人，处级以上干部46人；被迫害致死的有10人。

#### 开展教育革命
1969年，中共九大前，部分院系开展整党，并“及时解放犯错误的好人”。4月7日至10日，学校为“走上海机床厂从工人中培养技术人员的道路”举办了教育革命学习班。4月16日和21日，杭大开展下乡再教育活动，驻校工宣队和校革委会召开了首批下乡革命师生动员大会和全校教育革命誓师大会。化学、生物、地理、政治4个系的师生在4月下旬到吴兴县妙西公社宣传毛泽东思想，听老贫农忆苦思甜，参加田间劳动，接受贫下中农再教育。尚未下乡的中文、历史、数学、物理、外语、体育等系开办学习班，组织教改小分队进行教育改革尝试：中文系的教改小分队到嘉兴东栅开办“毛泽东思想文课大学”。数学系教育革命小分队到宁波农村探索数学教育革命，历史系教育革命小分队到安吉西圩公社，帮助修编地方史。物理系筹办无线电厂，并在余杭县石蛤公社筹备农村广播短训班。体育系到衢县花园公社探索体育教育如何为工农兵服务。外语系则筹办第一个外语“红（色）师（资）班”，改编中小学外语教材。5月中旬，开展整党建党运动，由造反派组织来整建中国共产党的基层组织。1969年10月18日，林彪发布紧急指示，调动全军进入紧急战备状态，杭大战备疏散至浙西莫干山，次年1月下旬返回杭州。1970年7月，体育系划归省体委管辖。8月，杭州外国语专科学校被并入杭大。1970年9月起，派出教育革命小分队到11个山区海岛和教育事业比较落后的地、县培训2000多名中学老师。1970年11月，在浙西安吉县东南的一个山坳里创办“五七”干校，下放全校教职工劳动锻炼，直至1974年取消。1970年12月和1971年2月，分别举行师生前往农村进行长途野营训练，行程四百余公里。

#### 转机与反思
九一三事件后，学校召开了党代会与团代会。1974年1月30日，杭大召开批林批孔动员大会；2月3日，校党委召开批林批孔座谈会，省委副书记柴启琨参会并讲话。5月15日到7月23日期间，召开校党委、校革委会两全委扩大会议，揭发批判校党委常委历史旧账以及错误。1975年1月，邓小平复出主持工作。8月12日至21日，校党委召开扩大会议，不再允许造反派列席党委常委会议，取消突击提拔干部的做法。10月，师生2000多人到嘉兴县”，宣传全国农业学大寨会议的精神，并运用专业知识服务农村农业。12月初，“批邓、反击右倾翻案风”运动致使全国再度陷入混乱，师生员工开始议论文革的是非。周恩来逝世后，2000多师生员工自发戴黑纱，聚集在校大礼堂悼念，并抬着花圈列队上街游行。四五天安门事件中，部分师生员工制造铁制花圈送往少年宫广场，若干系一同举办《周总理战斗光辉的一生》报告会，事后3个多月的追查被师生员工抵制。

### 改革开放
1996年9月通过国家教委“211工程”主管部门预评审。
1998年9月15日并入浙江大学。四校合并前，杭州大学设有13个学院29个系，是国务院首批批准的博士、硕士学位授予单位之一，有博士后流动站1个，博士点30个，硕士点61个。共有教职员工2700余人，其中教授210余人（博士生导师41人），是国务院首批批准自行审定增列博士生指导教师试点单位。有全日制学生1万余人，其中研究生800余人。

## 附属中学
杭州学军中学以前为杭州大学附属中学。

## 历任校长
浙江师范学院院长
- 刘丹 1952.2-1952.12
- 俞仲武 1952.12-1957.6
- 陈立 1957.6-1958.11

杭州大学校长
- 林乎加 1959.9-1962.5
- 吕志先 1962.5-1964.4
- 王家扬 1978.7-1979.2
- 陈立 1979.2-1983.10
- 薛艳庄 1983.10-1986.1
- 沈善洪 1986.1-1996.6
- 郑小明 1996.6-1998.9